# الكتان المتسخ
الكتان المتسخ (بالإنجليزية: Dirty Linen)‏ هو مسلسل تلفزيوني فلبيني تم بثه على أي بي إس-سي بي إن في عام 2023.

## روابط خارجية
- الكتان المتسخ على موقع IMDb (الإنجليزية)
- الكتان المتسخ على موقع قاعدة بيانات الفيلم (الإنجليزية)